# ディジタル・イクイップメント・コーポレーション

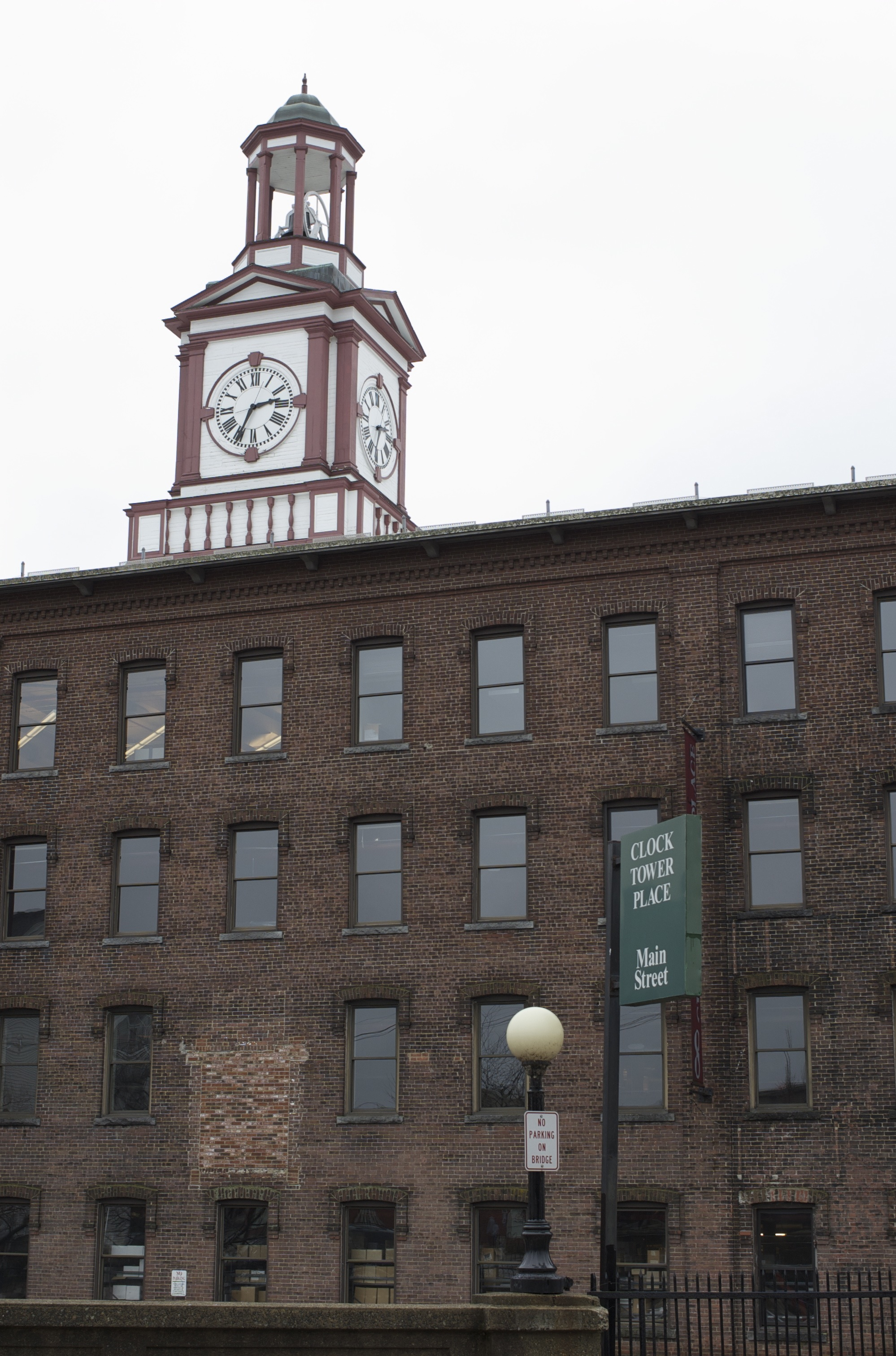
1957年から1992年まで本社が置かれていた Clock Tower Place（かつてのウール工場）

ディジタル・イクイップメント・コーポレーション (Digital Equipment Corporation) は、かつてアメリカ合衆国を代表したコンピュータ企業の一つ。1957年、ケン・オルセンによってマサチューセッツ州メイナードに設立された。略称「DEC（デック）」。欧米では「Digital」と略称されることも多い。
DECのPDPシリーズとVAXシリーズは、1970年代と1980年代の科学技術分野において最も一般的なミニコンピュータだった。DECの本社は1957年から1992年まで、マサチューセッツ州メイナードにあるかつてウール工場であった Clock Tower Place に置かれていた。
1998年にコンパックに買収された。そのコンパックがさらに2001年にヒューレット・パッカード (HP) に買収されたことから、DECの製品群はHPのブランド名で販売されている。かつてのDECの一部事業（特にコンパイラ関連）やマサチューセッツ州ハドソンの工場はインテルに売却された。詳細は「#終焉」の節を参照。
ロゴマークの青色や会社規模から、IBMの愛称"Big Blue"に対して、"Small Blue"の愛称で呼ばれた。後にロゴマークは青色からバーガンディへ変更された。
なお、社名に「Digital」を用いるデジタルリサーチやウェスタン・デジタルとは無関係である。

## 概要
当初は小型コンピュータ市場に集中したため、DECは強力なライバルのいない市場で成長することができた。1960年代にはPDPシリーズ、特に世界初の成功したミニコンピュータと言われるPDP-8が人気となった。1970年に発売したPDP-11はそれまでの小型機に取って代わり、DECはコンピュータ業界での地位を確立。PDP-11の後継として設計されたVAX-11は、32ビットミニコンピュータの先駆けとなり「スーパーミニコンピュータ」とも呼ばれた。これらは様々な場面でSystem/370などのメインフレームとも競合した。VAXシリーズもベストセラーとなり、同社が1980年代に世界第2位のコンピュータ企業となる原動力となった。最盛期にはマサチューセッツ州で州政府に次ぐ第2位の雇用者となっている。
1980年代後半にパーソナルコンピュータ市場が成長し、1990年代には強力な32ビットシステムがいくつも登場するようになると、DECのシェアは素早く侵食され始めた。DECの生き残りをかけた最後の大きな挑戦が、64ビットRISCプロセッサアーキテクチャ「DEC Alpha」であった。当初、VAXシリーズをAlphaで再実装しようとしたが、同時に高性能ワークステーションにも採用された。Alphaは良い性能を発揮したが、DECの業績を上向かせることはできなかった。
1998年6月、コンパックがDECを買収。当時のコンピュータ業界では最大となる買収であった。当時のコンパックは企業市場を中心に据える戦略をとっており、他にも大企業をいくつか買収している。その中でもDECはコンパックの弱点だったアメリカ国外で強かった。しかしコンパックは買収した企業群をその後どうするかについて明確なビジョンを持っていなかったため、財政的に苦境に立たされることになる。結局2002年5月、ヒューレット・パッカード (HP) がコンパックを吸収合併した。2007年時点でもDECの一部製品をHPが製造販売していた。

## 日本法人
日本では、コアメモリを輸入販売していた理経（当時、理経産業）がDECのコアメモリ用検査装置を扱うことになり、これが縁になって同社のミニコンピュータの営業も開始した。1964年、日本で最初のDEC製ミニコンピュータとしてPDP-5を東京大学原子核研究所へ納入した。
DECの日本支社は、1968年4月に8人の保守サービス部門からなるディジタル・イクイップメント・コーポレーション・インターナショナル・日本支社（略称：DEC日本支社）として設立され、販売代理店の理経が納入したミニコンピュータの保守サービスのみを手掛けることから始まった。1969年1月に営業部を設置し、理経の営業活動を支援した。1971年9月に大阪サービスセンターを開設、11月にソフトウェアサービス部を設置、1972年8月に製品開発部を設置し、日本での製品開発を本格化した。1973年7月、DEC日本支社が全製品の直接輸入販売を行うことになり、理経はDEC日本支社の代理店という位置づけになった。
当時、外資法により外国資本会社が日本で製品を製造するには日本企業との合弁で日本法人を設立する必要があったが、DECは現地法人の設立を全額出資とすることに固執した。
1980年に外資法が廃止され、その2年後の1982年、米国DECの100%子会社として日本 ディジタル イクイップメント株式会社（英文社名：Digital Equipment Corporation Japan、略称：日本DEC）が設立された。1976年の売上高は36億円、1981年は190億円、1988年には730億円に急成長した。1987年9月には千葉県市川市行徳の検査工場にVAXの組立ラインを設置し、日本での生産を開始した。
パソコン分野では、1983年3月9日、米国同様にRainbow 100やProfessional 300シリーズを発売して日本のパソコン市場に参入したが、商業的に失敗して一度撤退した。1992年5月、PC/AT互換機「DECpcシリーズ」を発売して日本のパソコン市場に再度参入した。1998年10月、米国本社での動きと同様に日本法人もコンパックコンピュータへ吸収合併された。

## 歴史

### 起源
1957年、ケン・オルセンとハーラン・アンダーソンが設立。彼らはマサチューセッツ工科大学 (MIT) のリンカーン研究所で働く技術者だった。リンカーン研究所は今で言う「インタラクティブ性」の研究で知られており、開発したコンピュータは動作中のプログラムをリアルタイムでオペレータが直接制御できる世界初のものだった。その端緒となったのが1944年のWhirlwindで、元々はアメリカ海軍のフライトシミュレータ向けに開発されたものだが、シミュレータとして使われることはなかった。代わりにその成果はアメリカ空軍のSAGEシステムに採用され、オペレータがコンピュータに格納されたレーダーのデータと対話するために大きな画面とライトガンを使用した。
空軍のプロジェクトが完了すると、リンカーン研究所はWhirlwindで使用していた真空管をトランジスタに置き換えたコンピュータの開発にとりかかった。新たな回路を試験するため、まず小型の18ビットマシン TX-0 を構築し、1956年に稼働させた。TX-0の成功で基本コンセプトに間違いがないことが明らかになると、36ビットの大型システムの開発にとりかかった。これが64kワードの磁気コアメモリを備えたTX-2である。磁気コアメモリは高価だったので、TX-0のメモリ部品をTX-2に流用し、TX-0の残りの部分はマサチューセッツ工科大学に恒久的に貸与された。
MITでオルセンとアンダーソンは奇妙な現象に気付いた。より高速なIBM製メインフレームも利用可能なのに、学生達は小さいTX-0を使うために何時間も並んだのである。2人は対話型コンピューティングが強い魅力を持っているためだと判断し、TX-0を製品化した小型マシンの市場があると考えた。それは、性能よりもグラフィカルな出力やリアルタイム操作が重視される市場である。また、特定タスクのための安価なソリューションを必要としているユーザー向けであり、そのような用途に36ビットの大型機は不要と思われた。
1957年、2人とケンの兄弟スタンは資本金を求めたが、当時のアメリカ実業界ではコンピュータ会社への投資に懐疑的になっていた。1950年代に多数の中小コンピュータ企業が生まれては消えていった経緯があり、技術革新があまりにも急激だったため製品がすぐに陳腐化していた。また、RCAやゼネラル・エレクトリックといった大企業もコンピュータ事業で利益を出せないでいた。そんな中で唯一興味を示したのがジョルジュ・ドリオと彼の率いるベンチャーキャピタル American Research and Development Corporation (AR&D) である。コンピュータ会社の創業という話ではそれ以上の資金が集まらない懸念があったため、ドリオは新会社の事業計画をコンピュータを中心としない形に変更させ、社名も「ディジタル・コンピュータ・コーポレーション」から変更させた。
2人は事業計画を更新し、会社を2段階で発展させる計画にした。まず、コンピュータのモジュールを独立したデバイスとして販売し、研究室などでそれを購入して各種デジタルシステムの構築に使用できるものとする。それによって会社がある程度自立したら、第二段階として完全なコンピュータを開発するという計画である。改称したDECはAR&Dから7万ドルの資金（全資本金の70%）を得て、マサチューセッツ州メイナードにあった南北戦争時代の毛織物工場だった建物で創業した。その工場だった建物を選んだのは、生産に使えるスペースが安価に得られたためである。

### 回路モジュール

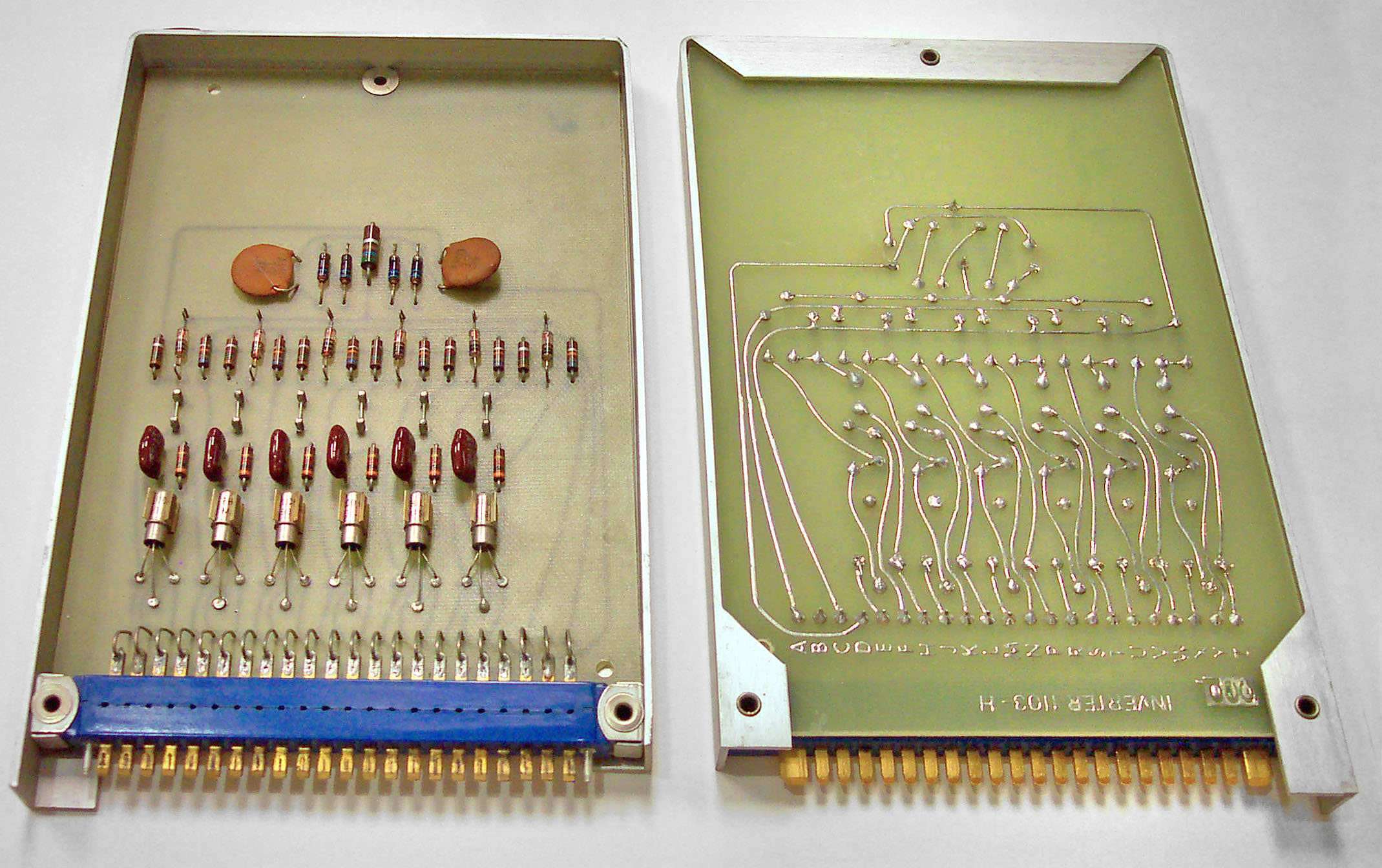
System Building Blocks 1103 ヘックス・インバータ・カード（両面）

1958年の早い時期に、DECはその最初の製品である "Digital Laboratory Module" のラインナップを出荷した。このモジュールは、電子部品とゲルマニウムトランジスタをプリント基板に装着したもので、その回路はTX-2の回路を基にしている。
ひとつのDigital Laboratory Moduleは、論理回路の1、2個のフリップフロップ、ゲート、変換器などとして機能する。押し出し成型のアルミニウムでパッケージされており、各モジュールの前面パネルにあるジャックをコードで繋いで機能させる。科学技術関連の実験などが可能だった。動作速度には5MHz（1957年）、500kHz（1959年）、10MHz（1960年）というバージョンがある。特に他のコンピュータ企業が自社製システムの試験装置を構築するのによく使った。1950年代末の景気後退にもかかわらず、1958年だけで9万4千ドルを売り上げ、初年度で黒字を達成した。
間もなく、内部は同じだが異なるパッケージの "Digital Systems Module" も発売した。これは後端にあるアンフェノール型の22ピンコネクタで相互接続するよう設計されており、専用19インチラックに複数収めることができる。ラックの1つの棚（高さ5.25インチ）に25モジュールを収納でき、高密度に収納することでコンピュータを構築可能である。DEC自身もこれを使って磁気コアメモリシステムの試験装置を構築し、それを8年間で約50台販売した。
このようなモジュールは、PDPシリーズでも "System Building Blocks" として使用された。
後に、同様の回路を "R" (red) シリーズ「フリップチップ」モジュールとしてパッケージ化した（訳注：「フリップチップ」は商標（en:Flip Chip (trademark)）で、集積回路を基板に実装する技術の、チップを直接基板に接触させ実装する手法の名称であるフリップチップとは無関係）。後に、もっと高速高密度なモジュールも製品化された。DECはモジュールに関して基礎から理解するための広範囲のデータを約A5版大、厚さ約2センチの無料のカタログ本（英文）の形で提供し、これが非常にポピュラーになった。
このカタログ本の無料提供はミニコンピュータでも継承されI/Oのハードウェア機能やインタフェース手法とアセンブリ言語を基礎から応用まで理解し、モジュールを買ったユーザは自ら制御システムを構築できた。事務用とは異なる制御用のコンピュータであるため、採用を検討しているユーザにも教科書（カタログ本）を広く配り、ユーザが独自に学び個々のシステムの構築することを促進する方針を採った。これら大量配布のカタログ本は自社内の印刷・製本部門で作られた。

### PDP-1ファミリ

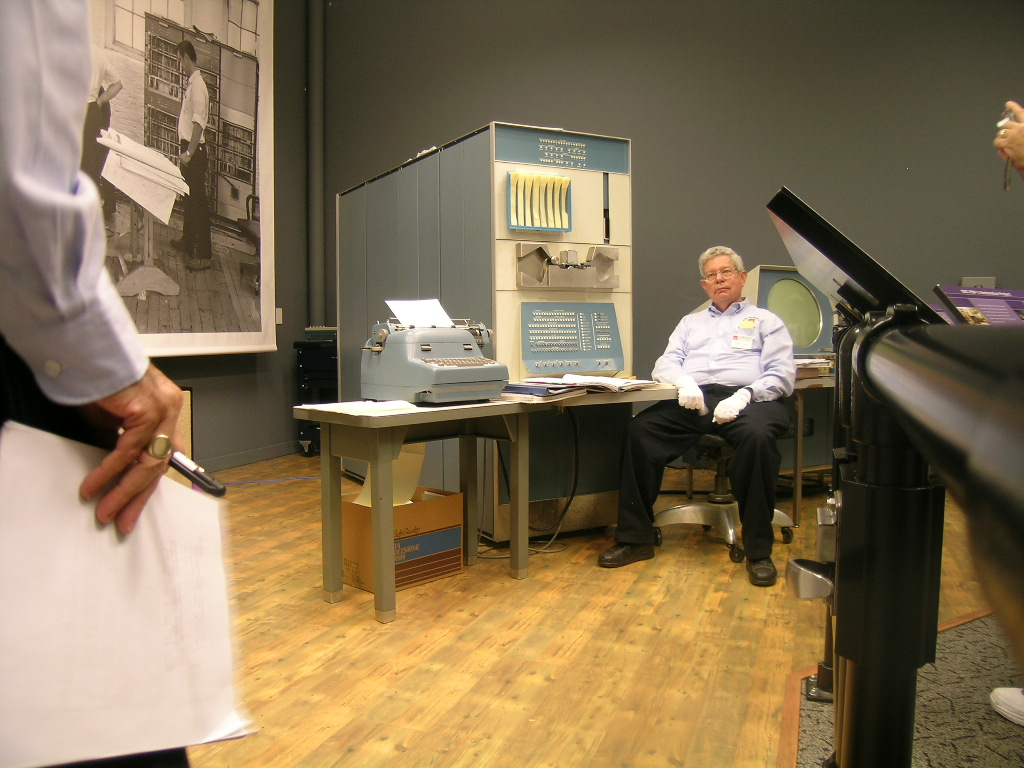
コンピュータ歴史博物館のPDP-1と「スペースウォー!」の開発者スティーブ・ラッセル。机の左に載っているのが Soroban 製コンソール・タイプライターで、ラッセルの背後に見えているのが Type 30 CRTディスプレイである。

創業後の最初の製品は成功を収め、DECは事業計画の第2段階であるコンピュータ市場への参入に向かった。1959年8月、ベン・ガーリーはDEC初のコンピュータ PDP-1の設計を開始した。ドリオの命令を守り、Programmed Data Processor の略であるPDPをシリーズ名とし、コンピュータという言葉を避けている。1959年12月、ボストンでの合同コンピュータ会議で初めてプロトタイプが一般公開された。PDP-1の一号機は1960年11月に Bolt, Beranek and Newman に納入され、翌年の4月に正式に検収された。基本構成の価格は12万ドルで、2011年時点の価値に換算すると90万ドルになる。1969年に生産終了となるまでに約50台を出荷している。
1ワードは18ビットで、基本構成では4096ワードの磁気コアメモリを搭載し、毎秒10万命令の基本性能である。いくつかの19インチラックに多数の System Building Blocks を収める形で構成され、ラック群を1つの大きなフレーム（メインフレーム）でパッケージしており、フレームの一端のテーブルぐらいの高さに六角形の制御パネルがあってスイッチとランプが並んでいる。制御パネルの上には標準入出力である紙テープリーダ/ライタがある。多くのシステムは、Type 30 ベクタグラフィックスディスプレイと Soroban Engineering がIBMのモデルBタイプライタを改造したコンソールタイプライタの2つの周辺機器を加えて購入された。Soroban の機構は信頼性に乏しいことで有名だった。オフラインのプリンターとして Friden Flexowriter 製の端末があり、紙テープリーダ/ライタ付きだった。磁気テープシステム、パンチカードリーダ/パンチ、高速紙テープ/プリンターシステムなどの周辺機器もあるが高価だった。
PDP-1を発表した際、DECは同じ設計に基づく24ビット、30ビット、36ビットのより大きなマシンについても言及していた。PDP-1のプロトタイプを構築中、24ビットのPDP-2と36ビットのPDP-3の設計が並行して進められていた。PDP-2は初期設計のみでそれ以上開発は行われなかったが、PDP-3は最後まで設計された。PDP-3は1960年、CIAの研究部門向けに1台だけ構築された。漏れ伝えられている情報によれば、CIAはそれをA-12偵察機のレーダー反射断面積データの処理に使ったという。ゴードン・ベルはPDP-3がその後オレゴン州で使われたと記憶しているが、誰が使っていたかは思い出せないという。
1962年11月、標準価格6万5千ドルのPDP-4をリリース。命令セットなどはPDP-1と似ているが、メモリを低速なものにし、パッケージを変更して低価格化している。全部で約50台が販売され、顧客層もPDP-1と似ていた。
1964年、DECはフリップチップ・モジュール設計を新たに採用し、PDP-4にそれを適用してPDP-7を生み出した。PDP-7は1964年12月にリリースされ、約100台を生産した。1965年、Rシリーズ・フリップチップにアップグレードした PDP-7A をリリースしている。PDP-7はUNIXオペレーティングシステムが誕生したプラットフォームとしてよく知られている。
PDP-1シリーズへの大胆なアップグレードとして、1966年8月にPDP-9をリリース。PDP-4やPDP-7と命令レベルで互換性があるが、PDP-7の約2倍の高速さで、より大きな構成で使用することを意図したものである。1968年時点で標準価格は19,900ドルだった。PDP-9は約450台を売り上げ、それまでのPDP-1ファミリの中では最大のヒットとなった。
PDP-9が登場したころ、既に後継機の設計が始まっており、1969年にPDP-15としてリリースされた。これはPDP-9を集積回路で構成しなおしたマシンである。基本構成でもPDP-9より高速だったが、さらにFPUと入出力用プロセッサを追加でき、さらに性能が向上する。発表から8カ月で400台以上の注文が入り、最終的に12機種で約800台が生産された。しかしそのころには後述する他のファミリがより低価格で似たような市場に対応できるようになっていたため、18ビットファミリはPDP-15で終結することになった。

### PDP-8ファミリ

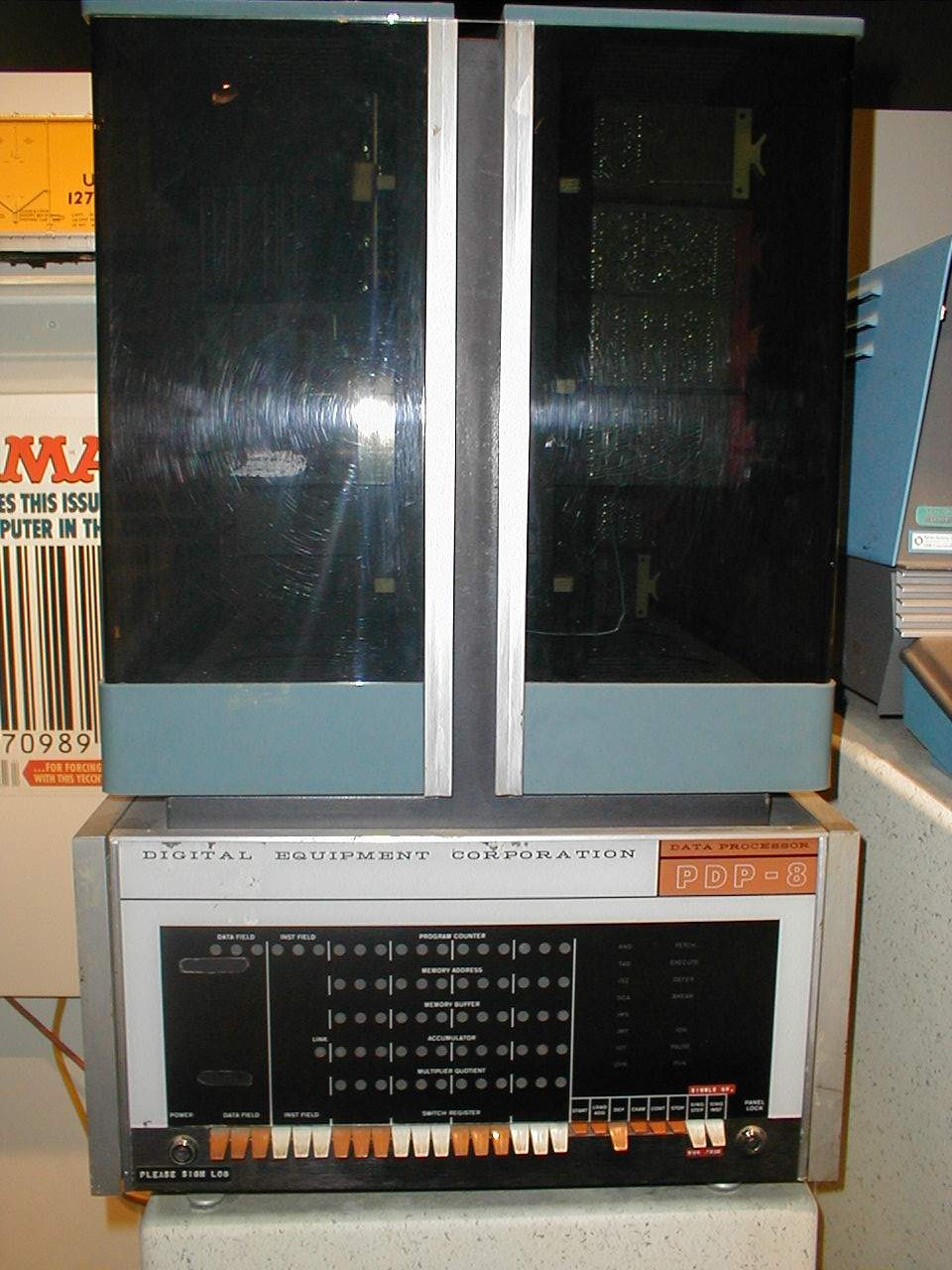
スミソニアン博物館の国立アメリカ歴史博物館に展示されている PDP-8。独立したトランジスタで構成された初期モデルで Straight 8 と呼ばれているもの。

1962年、リンカーン研究所は System Building Blocks を使って小型の12ビットマシンを実装し、それに様々なアナログ-デジタル変換入出力機器を接続して、アナログの各種実験装置とインタフェースしやすくしていた。これがLINCである。LINCは科学界で強烈な関心を惹きつけ、小さな研究室でも使える安価で小さいマシンだとして世界初の真のミニコンピュータとも呼ばれた。
LINCの成功を目にしたDECは1963年、その基本設計を踏襲してアナログ-デジタル変換機構を除いたPDP-5を開発した。PDP-1ファミリ以外の最初のマシンとして、1963年8月11日のWESTCONで発表。1964年の広告ではPDP-5の利点を「さあ、使われている磁気コアメモリの価格27,000ドルだけであなたもPDP-5を所有できます」と表現していた。1967年初めに生産終了となるまでに約100台が生産された。PDP-5は1964年（昭和39年）東京大学の旧田無市（現：西東京市）の原子核研究所（1997年3月閉所）に導入された日本初のPDP機だった。構成は、本体、タイプライタ、CRTディスプレイ、ライトペン、オシロスコープ・ディスプレイ、ニュークリアー・データ社製ADコンバータで、合計1900万円であった。PDP-1と同様、PDP-5から基本設計が同じ一連の機種が生まれ、PDP-5よりも人気となった。
1965年3月22日、PDP-5で使用していたモジュールをRシリーズ・フリップチップで置換したPDP-8をリリース。小さな卓上型の筐体であり、CPUが格納された部分は半透明のプラスチックで覆われていて、外から配線が見えるようになっている。4kワード×12ビットの磁気コアメモリを搭載し、標準入出力機器としてASR-33を備えた基本構成で、18,000ドルだった。そのため、25,000ドルを割った世界初の「真の」ミニコンピュータと呼ばれた。販売は予想通り非常に堅調で、PDP-5の市場にいくつかの企業が参入しはじめたがPDP-8には敵わなかった。これによりDECは市場を2年間ほぼ独占し、同一設計の新機種が登場するまでに "straight eight"（最初のPDP-8）が約1400台生産された。
DECはさらに低価格なPDP-8/S（Sは "serial" の意）をリリース。名前が示す通りシリアル演算ユニットを採用しており、低速だがコストも低減され1万ドル以下で売られた。また、PDP-8のCPUとLINCのCPUを備えた2プロセッサ構成のLINC-8をリリース。2つのCPUを切り替える命令を備えており、LINC用のプログラムとPDP-8用プログラムが実行可能である。ただしこれはあまり売れず、当初価格は38,500ドルで約140台を売り上げるに留まった。LINCからPDP-5が生まれたように、LINC-8を修正してシングルプロセッサ機にしたのがPDP-12である。これは約1000台生産された。1968年には回路設計を改めたPDP-8/IとPDP-8/Lをリリース。1975年には前年のインターシルとの合意に基づき、PDP-8をシングルチップ化した Intersil 6100 が登場した。それにより、DEC自体はPDP-8ファミリの終結を発表したが、その後もPDP-8向けのソフトウェアを生かす手段が残された。

### PDP-10ファミリ

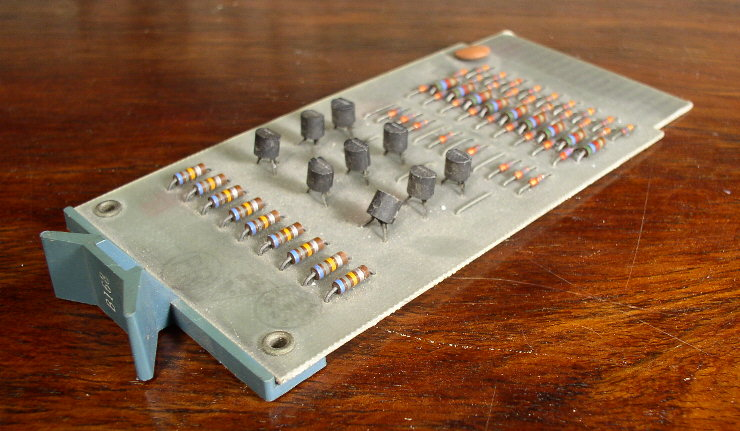
"B" (blue) シリーズ・フリップチップモジュール。9個のトランジスタを内蔵（1971年）

PDP-5の系統で低価格路線をとったころ、DECは1963年、36ビットのPDP-6でメインフレーム市場に参入した。しかし、IBMやハネウェルといったメインフレームメーカーの同様のマシンとの差別化ができず、約30万ドルという低価格だったが販売は苦戦した。PDP-6は約20台しか売れなかった。あまり売れなかったため、PDP-6の改良版は開発されなかった。しかし歴史的には初期のタイムシェアリングOSである "Monitor" が導入されたプラットフォームとして重要であり、それが後のTOPS-10へと発展した。
PDP-6は商業的にはあまり成功しなかったが、商業的にも価値のある様々な機能がそこから生まれた。フリップチップによる再実装でPDP-6のコストを大幅に低減できるようになると、DECは1968年、PDP-10で36ビット市場に再び参入した。PDP-10は大いに成功し、1984年に生産終了となるまでに約700台を売り上げた。PDP-10は特に大学でよく採用され、1970年代のOSなどの発展に寄与した。DECは後に36ビットの全機種を "DECsystem-10" というブランド名にし、CPUの型番（例えば "KA10"）で機種を示すようになった。さらに仮想記憶を実装したTOPS-20を搭載したシステムを "DECSYSTEM-20" と称した。

### DECtape
PDP-10で最も特筆すべき周辺機器がDECtapeである。DECtapeは5インチリールに巻かれた3/4インチ幅の特殊な磁気テープである。10トラックで固定長ブロックの記録フォーマットで、ディレクトリを含む標準的なファイル構造をその上に記録できる。DECtape上でファイルの書き込み、読み出し、更新、削除が可能で、磁気ディスク装置のような使い方が可能である。効率向上のため、DECtapeはどちらの方向に巻いているときでも読み書き可能になっていた。
実際、磁気ディスク装置を全く装備しないPDP-10システムもあり、DECtapeだけを主要な二次記憶装置として使っていた。複数の紙テープを人手で読み込ませるよりも簡単なので、他のPDPシリーズでもDECtapeが広く使われた。初期のタイムシェアリングシステムはDECtapeをシステムデバイス兼スワップデバイスとして使用可能だった。紙テープより優れていたものの、DECtapeは低速であり、信頼性の高い磁気ディスク装置が利用可能になるとそれに置き換えられていった。

### PDP-11
1968年、DECではそれまでの6ビットの文字ではなく8ビットのバイトに基づいたPDPマシンを開発していた。"PDP-X" と名付けられたこのプロジェクトが中止されたため、一部のチームメンバーが退職して1968年5月にデータゼネラルを創業。すぐさま16ビットのミニコンピュータNovaを発売した。このため、8ビットのバイトという業界の潮流にDECは一時乗り遅れることになった。
16ビットコンピュータPDP-11は、ハロルド・マクファーランド、ゴードン・ベル、ロジャー・キャディらが突貫計画で設計した。このプロジェクトはカーネギーメロン大学で16ビット設計を研究していたハロルド・マクファーランドが入ったことで進捗が加速された。経営陣に最初の提案を行った際あまり好印象ではなく、あやうくキャンセルされそうになったものの、より単純な設計がPDP-11となった。
特にその新設計はアドレッシングモードがあまり豊富ではなく、DECの他のマシンやCISC設計全般で広く採用されていた豊富なアドレッシングモードによってプログラムを小さくするという技法が使えないものだった。それはメモリアクセスにより時間がかかり、システムが低速になることを意味していた。しかし、同時に多数の汎用レジスタを備えるという考え方も採用していたため、プログラミングの自由度が向上し、性能問題はそれである程度カバーされるようになっていた。
PDP-11の主要な改良点として、メモリマップドI/Oによって全周辺機器をサポートするUnibusがある。それにより、通常はバックプレーンにハードウェアインタフェースを挿入し、メモリにマッピングされたインタフェースを読み書きするソフトウェアをインストールするだけで新規機器を容易に追加することが可能となった。そのためPDP-11には、サードパーティによる巨大な周辺機器市場が出現し、それがPDP-11自体をさらに便利なものにするという相乗効果が生じた。
そうした技術革新によってPDP-11アーキテクチャは他社を圧倒して業界のリーダーとなり、DECの復権に寄与した。さらにページング方式とメモリ保護機構が追加されることで、マルチタスクやタイムシェアリングも容易になっていった。一部機種では命令とデータの空間を分離して128kBの仮想アドレス空間を使えるようにし、物理メモリ容量も最大4MBまで拡張している。後に、PDP-11はLSI化されたCPUを採用して小型化し、後継のVAX-11が発売されるまで好調な販売を維持した。
PDP-11にはいくつかのオペレーティングシステムがあった。ベル研究所のUNIXオペレーティングシステムやDECのRSX-11、RT-11、RSTS/Eなどである。初期のPDP-11用アプリケーションは紙テープユーティリティを使って開発された。最初のディスクオペレーティングシステムとしてDOS-11が登場したが、間もなくもっと高機能なOSに取って代わられた。RSX-11は汎用マルチタスク環境であり、各種プログラミング言語が動作した。IASはタイムシェアリング機能を追加したRSX-11である。RSTSとUNIXはタイムシェアリングシステムで、教育機関が無料（または低価格）で使うことができ、PDP-11は当時の技術者や情報工学者が様々なことを試す道具となった。1970年代には通信や工場の制御などでも広く使われている。AT&TはDECの最大の顧客となった。
RT-11は小さいメモリ容量で動作する実用的なリアルタイムオペレーティングシステムであり、DECは組み込みシステム向けのコンピュータ供給業者としても事業を展開した。歴史的には、当時PDP-11で経験を積んだプログラマが多く、そういった意味でRT-11はマイクロコンピュータ用OSにも影響を与えている。例えばCP/Mのコマンド構文はRT-11のそれと似ており、データコピー用プログラム PIP も模倣している。また、DECはコマンド行オプション（スイッチ）に "/" を使っており、それがMS-DOSでパス名に "\" を使うことに繋がっている（UNIXでは '/' が使われる）。
競合他社はPDP-11風の様々なシステムを生み出した。COMECON諸国でもPDP-11のクローンが生み出され、多数生産された。

### VAX
1976年、DECはPDP-11アーキテクチャを32ビットに拡張し、完全な仮想記憶システムを追加することを決定。その結果、VAXアーキテクチャが生まれた。最初の機種はVAX-11/780で、DECはこれを「スーパーミニコンピュータ」と称した。それは世界初の32ビットミニコンピュータではなかったが、価格設定や販売戦略も相まって、1978年のリリースとともに市場のリーダーに躍り出た。VAXが大いに成功したため、DECは1983年にPDP-10の後継機開発プロジェクトをキャンセルし、VAXアーキテクチャを同社唯一のコンピュータアーキテクチャとして推進する方針を採用した。
VAXの成功を支えた要因のひとつとして、VT52端末の成功がある。それまでのあまり成功しなかった機種（VT05やVT50）をベースとした、誰もが欲する機能を1つの筐体に全て納めた端末である。その後さらに成功を収めたVT100やその後継機が登場し、DECは業界でも屈指の端末ベンダーとなった。VTシリーズの成功によってDECはあらゆる周辺機器を備えたシステム全体を提供できるようになった。
VAXシリーズの命令セットは今日の一般的な命令セットから見ても非常に豊富な命令群（と豊富なアドレッシングモード）を持っていた。PDPシリーズのページング方式とメモリ保護機能に加えて、VAXは仮想記憶をサポートしている。VAXではUNIXとDEC独自のVMSオペレーティングシステムを使うことができる。
VAX-11シリーズの登場後、DECはシェア拡大のため、ローエンド/ハイエンド市場に向けて様々なバリエーションのシリーズ展開を行っていき、最終的には1990年代初めにマイクロプロセッサ実装のNVAXとハイエンド機 VAX 7000/10000 を完成させた。

### マイクロコンピュータ
汎用マイクロプロセッサの登場により、1975年ごろには世界初のマイクロコンピュータが必然的に登場した。当時のマイクロコンピュータは機能や性能が限定的で、ケン・オルセンは1977年にあざ笑うように「個人が自宅にコンピュータを所有する理由はない」と言ったとされた。当然ながら当初DECはマイクロコンピュータ市場にはほとんど目を向けなかった。1980年代初めにDECが開発したVT180（コード名 "Robin"）は、Z80ベースのマイクロコンピュータを内蔵してCP/Mが動作するVT100端末だったが、当初この製品はDEC従業員のみに販売された。

### パーソナルコンピュータ
1981年、IBMが IBM PC を発売すると、DECもこの市場に参入することにした。1982年、DECはそれぞれ異なる自社製品アーキテクチャと関連する3種類の非互換なマシンを発売。1つ目はPDP-11/23（後には11/73）をベースにした DEC Professional で、RSX-11M+にメニュー機能を追加したP/OS ("Professional Operating System") が動作した。これはPCよりも高性能だが同時に高価であり、IBM PC とはハードウェアもソフトウェアも互換性がなく、システムのカスタマイズもほとんどできない。CP/MやDOSとは異なり、このマシン用のあらゆるプログラムは個々のマシン毎に発行されるキーを入力しないと使えない仕様になっていた。この方針は当時としては普通の感覚であり、多くのソフトウェアはシステムの製造元から購入するか、個々の顧客向けに開発するのが普通だった。しかしそのために勃興期のサードパーティのソフトウェア企業がProfessionalを無視し、ソフトウェアの流通が容易な他のパーソナルコンピュータに集中した。DEC自体にとってもProfessionalのためによいソフトウェアを開発することは優先度が低く、むしろPDP-11のシェアが侵食されることを恐れていた。Professionalは優れたマシンだったが、結果としてほとんどソフトウェアが供給されなかった。また、P/OSのメニューシステムは低速で柔軟性に欠けており、主流のPC-DOSやCP/Mとはかけ離れていた。2つ目はPDP-8をベースとした DECmate II だが、ワードプロセッサであって汎用コンピューティング向きではなかったし、ワング・ラボラトリーズのワードプロセッサにも太刀打ちできなかった。
DECの初期のパーソナルコンピュータとして最もよく知られているのは、Z80と8088を搭載した Rainbow 100 で、Z80上でCP/Mが動作し、8088上でCP/M-86が動作した。また、UNIX System III を移植した Venix も動作した。CP/M向けアプリケーションソフトウェアを再コンパイルすれば実行することができたが、そのころ既にMS-DOS上でLotus 1-2-3のような出来合いのアプリケーションを実行する使用法が一般的になりつつあったのに対し、MS-DOS 2.0 の移植が1983年後半まで遅れてしまった。Rainbowは多少報道されたものの、高価であり、マーケティングのサポートもなかったため失敗に終わった。
DECの初期のパーソナルコンピュータで使われたRX50フロッピーディスクドライブ (FDD) の規格は、DECがこの市場にどういう形で臨んだかを端的に表している。そのドライブの機構は他社の5.25インチFDDとほぼ同じだが、DECはディスクフォーマットを独自形式にすることで差別化を図ろうとした。DECのフォーマットは通常より高密度だったため、一般的なPC用FDDとは非互換だった。5.25インチ800KByteフロッピーディスクドライブを装備していた。そのためユーザーは特殊なフォーマットを施された高価なフロッピーディスクを買わされることになった。DECはその独自フォーマットの著作権を主張して独占販売しようとし、そのフォーマットのフロッピーディスクを販売しようとする者にはライセンス契約とロイヤルティ支払いを要求した。フロッピーディスク媒体だけでなく、DECの製品はPC市場に出回っている通常のソフトウェアも使えなかった。ハッカーらがRX50のフォーマットをリバースエンジニアリングで解明したころには、DEC製品の悪い評判は固まっていた。
1986年に登場した VAXmate は Microsoft Windows 1.0 が動作し、DECnet経由でVAX/VMSベースのサーバと接続して使用可能になっていた。Rainbowの後継であり、初期のディスクレス・ワークステーションの1つである。また、他社のIBM PCやNEC PC-9801とイーサネットを介して通信するためのソフトウェアとして DECnet-DOS をリリースしたり、マイクロソフト系のネットワークプロトコルをサポートした VAX/VMSサーバも発売している。
1995年からコンパックとの合併まで、PC/AT互換のノートPC、デスクトップPC、サーバを販売していた。

### ネットワークとクラスタ
1984年、DECは10Mbit/sのイーサネットをリリースした。イーサネットはスケーラブルなネットワークを可能にし、VAXclusterはスケーラブルなコンピューティングを可能にした。DECnetとイーサネットに基づく端末サーバ (LAT) を組み合わせることで、DECはネットワーク化されたストレージアーキテクチャを生み出し、IBMと直接張り合えるようになった。イーサネットはトークンリングに取って代わり、今では最も広く使われているネットワーク形態となった。
1985年9月、DECは .com のドメイン名 (dec.com) を登録した5番目の企業となった。
VAXclusterはハードウェアとプロトコルとコンセプトで構成されており、複数のVAXマシンを相互接続して単一の大きなストレージシステムとする技術である。それにより、企業はクラスタに新たなVAXを追加することでサービスの規模拡大を図ることができるようになり、システム全体の買い替えをしなくて済むようになった。その柔軟性は注目を浴び、DECはそれまで手が届かなかったハイエンド市場に参入した。

### 多様化
マイクロコンピュータやパーソナルコンピュータでは失敗したが、PDP-11とVAXは記録的な売り上げを続けていた。1980年代中盤には、業界トップのIBMから20億ドルほど引き離された2位となって健闘していた。1986年にコンピュータ業界全体が不景気になるとDECの利益は38%低下したが、1987年にはIBMの業界1位の座を脅かすほど肉薄した。
1980年代終盤のピーク時、DECは世界第2位の規模のコンピュータ企業となり、従業員は10万人を超えていた。そのころDECは中核であるコンピュータ製造とはかけ離れた様々なプロジェクトを展開していた。カスタムソフトウェア開発にも多額の資金をつぎ込んだ。1970年代やそれ以前、ソフトウェアは特定タスク向けに個別に書かれることが多かったが、1980年代までに関係データベースなどのソフトウェアが登場し、モジュール式で強力なソフトウェアを素早く開発できるようになってきた。オラクルなどのソフトウェア企業が急成長してきたため、DECはあらゆる「ホット」なニッチ市場向けのプロジェクトを開始し、同じニッチ（すき間）に複数のプロジェクトが乱立することもあった。そういった製品の一部はDECのパートナー企業の製品と競合することがあり、例えばRdbは数年前にパートナー契約を始めたオラクルのVAX向け製品と競合した。
それらは良く設計されていたが、多くはDEC独特の仕様であり、顧客はそれらを使わずにサードパーティ製品を使うことが多かった。この問題はオルセンが普通の広告を嫌い、技術が確かならば必ず売れるという信念を持っていたことで悪化する。これらのプロジェクトには多大な予算が注ぎ込まれたが、同時期にRISCアーキテクチャをベースとしたワークステーションがVAXの性能に迫ろうとしていた。

### 陰り
1980年代になってもマイクロプロセッサの発展が続き、間もなく次世代のマイクロプロセッサがDECのローエンドのミニコンピュータの性能を凌駕するようになることは明らかだった。さらに悪いことに、バークレーRISCとスタンフォードMIPSの設計は32ビットであり、DECのドル箱であるVAXファミリの最高性能を凌駕することが予想された。
独自のVAX/VMS製品があまりにも成功したため、DECはそれらの脅威に対して素早く反応できなかった。1990年代に入るとDECの売り上げは伸び悩み、同社初の人員整理も行われた。ミニコンピュータを生み出し、ネットワーク技術を支配し、世界初の個人用コンピュータと言われるものを生み出した会社は、かつてPDP-8が支配したローエンド市場を捨てることになる。この脅威に対してどう対応するかの決断が遅れ、DEC社内では内紛が発生した。
あるグループは、DECの技術力を結集して既存のマシンから飛びぬけた性能のVAXを開発することを提案した。それによって利益率の高いハイエンド市場だけは死守しようという戦略であり、DECはミニコンピュータメーカーとして生き残ることができる。この考え方に沿って開発されたのが VAX 9000 シリーズだが、そのリリースは当初の計画より2年遅れた1989年10月になった。システムの価格はあまりにも高くなり、DECは望んでいた成功を勝ち取ることができなかった。
DEC社内の他の人々は、自前でRISCを設計し新たなマシンを構築するのが適切だと考えた。しかし、あからさまに開発を行うことはできず、4つの小さなプロジェクトがアメリカ各地の研究所で並行して始められた。結局それらプロジェクトは DEC PRISM プロジェクトに集結し、新たなVAXの実装の基盤として使える独特の機能を持つ32ビットの設計を開始した。しかしVAX部門との内紛でプロジェクトの資金集めは難しくなり、1988年4月時点で設計は完成せず、間もなくプロジェクト自体が中止となった。

### 32ビットのMIPSシステムと64ビットのAlphaシステム
DEC内の別のグループは、VAXシステムがその問題に対処する前にサン・マイクロシステムズやシリコングラフィックスのワークステーションがDECの既存顧客の大部分を奪ってしまうと考え、できるだけ早く自前のUnixワークステーションを開発する必要があると判断した。PRISMやVAXの遅々として進まない開発に業を煮やしたパロアルトのグループがプロジェクトを開始。MIPSプロセッサを採用したDECstationを開発し、1989年1月11日に DECstation 3100 をリリースした。それらシステムは市場である程度成功を収めたが、後にAlphaベースの類似シリーズで完全に置換された。

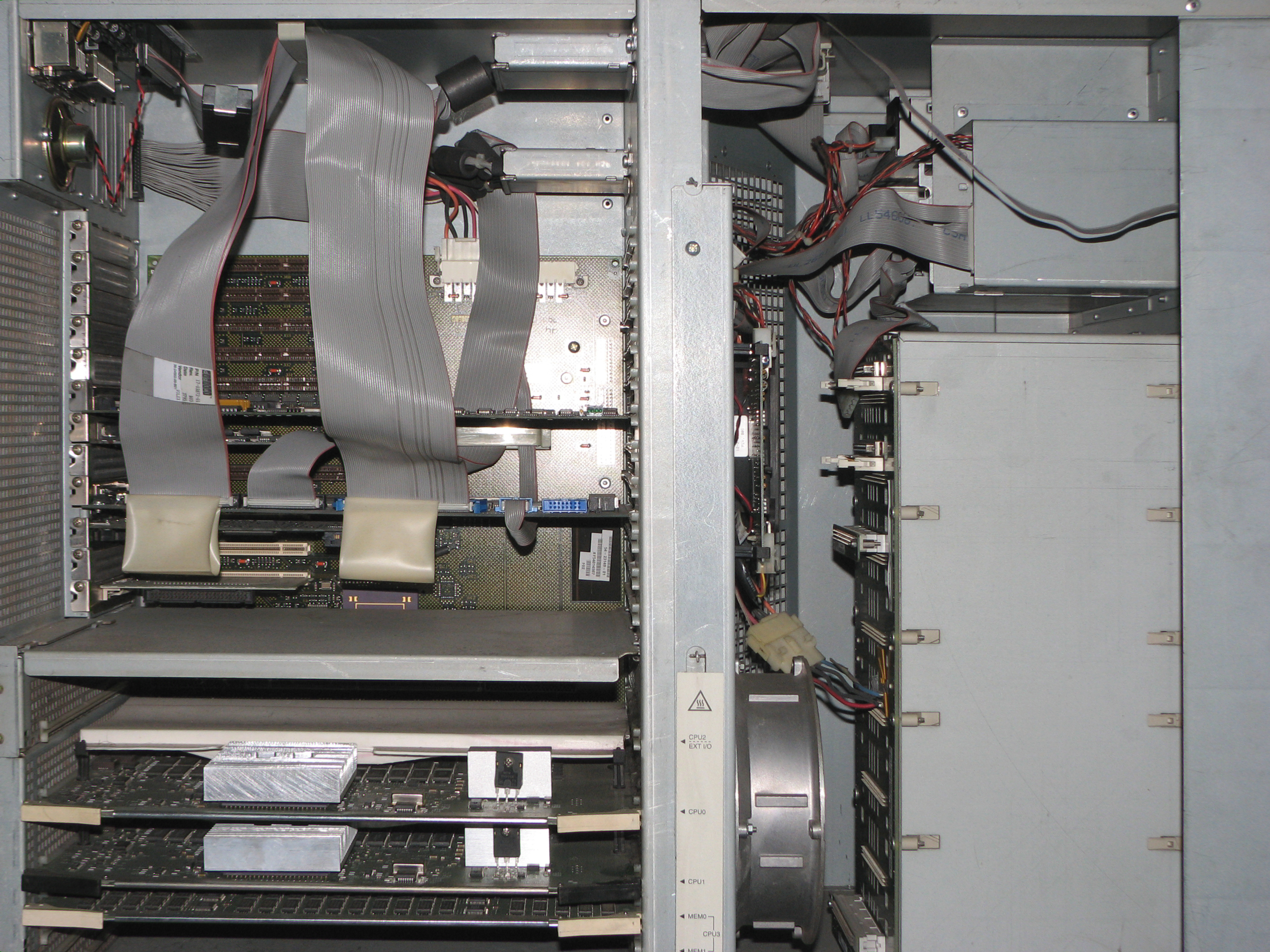
AlphaServer 2100 の筐体内部

1992年、DECはAlpha命令セットアーキテクチャを初めて実装した Alpha 21064 をリリースした。VAXの32ビットCISCアーキテクチャとは全く異なる64ビットRISCアーキテクチャであり、32ビットからの拡張ではない純粋な64ビットマイクロプロセッサとしても最初期の1つである。当初から性能面ではずば抜けており、2000年代まで高性能さを維持し続けた。2004年11月時点でも AlphaServer SC45 というスーパーコンピュータが性能で世界第6位に位置していた。Alphaベースのコンピュータ（DEC AXPシリーズ。後にAlphaServerとAlphaStationに改称）はVAXアーキテクチャ製品とMIPSアーキテクチャのDECstationを代替することとなった。オペレーティングシステム (OS) としては、OpenVMS、DEC OSF/1 AXP（後に Digital Unix、さらには Tru64 UNIX と改称）、マイクロソフトの Windows NT が動作した。
1998年にDECがコンパックに買収されると、マイクロソフトはAlpha向け Windows NT の開発とサポートをやめることを決定。これがAlphaベースのコンピュータの終わりの始まりとなった。
DECはUNIXサーバ市場に対抗すべく、POSIX互換機能を追加してVMSをOpenVMSとし、また自前のUnix（PDP-11/VAX/MIPS用のUltrix、Alpha用のOSF/1）を売り出すため、積極的に広告を展開し始めた。しかし、DECは混沌としたUNIX市場に乗り込む準備ができていなかった。さらにインテル製CPUのWindows NTサーバがローエンド市場を侵食し始めた。かつてのDECの顧客を超えてシェアを獲得することは不可能だった。

### StrongARM
1990年代中ごろ、DECの半導体部門はARMと共同でStrongARMを開発した。StrongARMはARM7とDECの技術に基づいた組み込みシステムや携帯機器向けのマイクロプロセッサである。ARMv4アーキテクチャと高い互換性を維持しており、携帯情報端末市場でSuperHやMIPSアーキテクチャと競合して成功を収め、マイクロソフトが一時期 Windows CE の対象プラットフォームをARMアーキテクチャに限定したほどだった。1997年、訴訟にからんでStrongARM関連の知的資産をインテルに売却。インテルでもStrongARMを生産し続け、さらに XScale へと発展させた。2006年、インテルはこの事業をマーベル・テクノロジー・グループに売却した。

### 設計ソリューション
DECsystem-10/20、PDP、VAX、Alpha以外に、DECはDNA（Digital Network Architecture、これを実装したのがDECnet）やDSA (Digital Storage Architecture) などの工学的設計でよく知られている。技術的詳細はDigital Technical Journal誌のアーカイブを参照されたい。

### 終焉
1992年6月、ケン・オルセンは社長の座をロバート・パーマーに明け渡した。取締役会はパーマーにそれまでDECでは使ってこなかった最高経営責任者 (CEO) の肩書きを与えた。パーマーは1985年にDECに入社し、半導体部門を担当していた。Alphaマイクロプロセッサでの成功によってオルセンの後継者の座を勝ち取った。また、このときDECのロゴが変更されている。
1990年代初めまで、DECでは一度も大規模な人員整理を行ったことがなかった。しかし1992年から景気後退期に入ると、人員整理が日常茶飯事となり、DECはなんとか規模を縮小して生き残ろうと図った。パーマーはDECをかつてのような収益を上げられる企業に戻すため、企業風土を変えようとしたり、新たな役員を社外から登用したり、中核でない事業部門を売却したりした。
- 1994年、データベース製品DEC Rdbはオラクルに売却された。
- PDP-11とその一部のOSの権利は1994年にMentecに売却されたが、数年間はDECでもPDP-11ハードウェアが生産され続けた[64]。
- 1994年、TKシリーズの磁気テープ技術はクアンタムに売却され、今日のDLT および SuperDLTの技術基盤となった。
- 端末事業（VT100と後継機群）は1995年8月に Boundless Technologies に売却された。
- 1995年12月、教育研修部門は、独立した会社「グローバル ナレッジ ネットワーク」として分離された。
- 1997年3月、CORBA関連の ObjectBroker や MessageQ といったソフトウェア事業をBEAシステムズに売却。
- 1997年5月、DECはPentium、Pentium Pro、Pentium IIの設計がAlphaの特許を侵害しているとしてインテルを訴えた[65]。結果として、DECの半導体部門がインテルに売却されることとなった。それにはDECのStrongARM（ARMアーキテクチャ）が含まれており、インテルはこれを元にIntel XScaleプロセッサを開発してPDAなどに採用された。XScaleプロセッサは後にマーベル・テクノロジー・グループに売却された。
- 1997年、プリンター部門は GENICOM に売却された。当時の機種は未だに DEC のロゴ付きで販売されている。
- ほぼ同じ時期に、ネットワーク部門は Cabletron Systems に売却され、間もなく Digital Network Products Group としてスピンオフされた。

1997年時点でDECには、オーストリア、オーストラリア、ベルギー、ブラジル、カナダ、中国、コロンビア、キプロス、チェコ、デンマーク、フィンランド、フランス、ドイツ、アイルランド、日本、ニュージーランド、オランダ、ノルウェー、ロシア、シンガポール、スペイン、スウェーデン、スイス、台湾、イギリスなどに支社があった。
1998年1月26日、ついにDECの残り全ての部分がコンパックに売却された。当時としてはコンピュータ業界史上最大の買収である。コンパックは数年前にもDEC買収を検討したことがあるが、真剣に検討を始めたのはDECが周辺事業を整理してインターネット関連に集中するようになった1997年のことである。この買収でコンパックは企業向けサービス事業に参入してIBMと対抗することを意図しており、DECから受け継いだ部門により2001年にはそういったサービス事業での売り上げが全体の20%となっていた。DECのPC事業は合併後に中止されている。また、コンパックは主要な供給業者であるインテルとの競合を避けるため、半導体部門（Alphaマイクロプロセッサ部門）をインテルに売却した。
コンパック自体も2002年にヒューレット・パッカード (HP) に吸収合併された。コンパックもHPもDEC製品をブランド名を付け替え、ロゴを付け替えて販売した。digital.comとDEC.comというドメインはHPのものとなりHPのサイトにリダイレクトされていた。

## 研究開発
DECにはいくつかの研究所があり、研究開発を主導していた。一部はコンパックに引き継がれ、さらに一部はヒューレット・パッカードに引き継がれている。次のような研究所があった。
- Western Research Laboratory (WRL) - カリフォルニア州パロアルト
- Systems Research Center (SRC) - カリフォルニア州パロアルト
- Network Systems Laboratory (NSL) - カリフォルニア州パロアルト
- Cambridge Research Laboratory (CRL) - マサチューセッツ州ケンブリッジ
- Paris Research Laboratory (PRL) - パリ（フランス）
- MetroWest Technology Campus (MTC) - マサチューセッツ州メイナード

これら研究所などで研究開発に携わっていた業界の著名人を以下に挙げる。
- ゴードン・ベル - 技術部門副社長（1972年-1983年）。その後マイクロソフトリサーチへ
- レナード・ボサック（英語版） - シスコシステムズを創業
- マイケル・バローズ（英語版） - AltaVista開発。その後マイクロソフトを経てGoogleへ
- デヴィッド・カトラー - RSX-11MとVAX/VMSというオペレーティングシステム開発を主導。その後マイクロソフトで Windows NT 開発を指揮
- エドソン・デ・カストロ - データゼネラルを創業
- ジム・ゲッティーズ（英語版） - X Window System の初期の開発
- アンリ・グーロー（英語版） - グーローシェーディング
- ジム・グレイ - データベース関連の研究でチューリング賞受賞
- アラン・コトック - W3Cなどインターネット関連で活動
- レスリー・ランポート - LaTeXの開発などで知られる計算機科学者
- バトラー・ランプソン - Altoの開発などでチューリング賞受賞
- ルイス・モニアー（英語版） - AltaVista開発。その後eBay、Googleを経てCuilへ
- アイザック・ナッシ - ナッシ・シュナイダーマン図で知られている。SAP副社長
- ラディア・パールマン - スパニングツリープロトコルを発明。その後サン・マイクロシステムズを経てインテルへ
- マーカス・J・レイナム（英語版） - ネットワークセキュリティの専門家
- ポール・ヴィクシー - RFC執筆やBINDなどインターネット関連で活動

また、半導体部門でAlphaやStrongARMの開発を主導したかつての従業員として以下の人々がいる。
- Daniel W. Dobberpuhl - MicroVAX、Alpha、StrongARM
- ジム・ケラー - x86-64、Zenマイクロアーキテクチャの開発
- Rich Witek - StrongARM
- ダーク・メイヤー - Alphaシステム開発者の一人。その後AMDへ

研究所の活動の一部は1985年から1998年まで発行されていた Digital Technical Journal で知ることができる。

## 成果
- DECはANSI標準、特にASCII文字集合をサポートしてきた。それは現在UnicodeとISO文字集合に受け継がれている。またDEC独自の Multinational Character Set は、ISO 8859-1やUnicodeのLatin-1文字群に多大な影響を与えた。
- UNIXは最初にDEC のマシンPDP-7上で作られ、後にPDP-11に移植された。この際、PDP-7のアセンブリ言語で書かれていたUNIXをポータブルに移植する（移植性を高める）ためにC言語が設計され、世界で最初に PDP-11 上に実装された。
- VT-78は世界で初めて商業的に成功したワークステーションである。
- DECが作り出したオペレーティングシステム (OS) として、OS/8、TOPS-10、TOPS-20、RSTS/E、RSX-11、RT-11、VMS、Digital UNIXがある。PDPシリーズの中でも PDP-11 は当時のプログラマやソフトウェア開発者に影響を与えた。PDP-11 を使用した工場ライン制御システムや交通制御システムが25年経った2004年まで使われていたとの話もある。DECはタイムシェアリングシステムでも業界をリードした。
- グラフィカルユーザインターフェース (GUI) におけるAppleのように、DECはコマンド行インターフェイス (CLI) で重要な位置を占めている。起源や様々な発明はDEC以前にもあったが、CLIの形式を完成させたのはDECである。DCL（英語版）として成文化されたDECのOSに見られるコマンド行インターフェイスは、最近のCLIのユーザーから見れば非常に親しみ易い。一方、CTSS、IBMのJCL、UNIVACのタイムシェアリングシステムなどのCLIは全く別物に見えるだろう。CP/MやMS-DOSのCLIはDECのOSと近い特徴を多く有している。例えば、コマンド名（DIR、HELPなど）やファイル名にドットで区切って拡張子を付ける規則などである。
- VMSを実行するVAXや（1980年代に広範囲に使われた）Micro-VAXコンピュータは、インターネット以前の重要なコンピュータネットワークDECnetを形成した。DECnetの通信プロトコルは初期のP2Pネットワーク標準のひとつとなった。市場がその価値に気づく以前から、電子メール、ファイル共有、企業内分散協調プロジェクトなどを実現していた。
- DECはインテルやゼロックスと共にイーサネットの元になったDIX規格を策定。DECは特にイーサネットを商業的成功に導いた。当初、イーサネットはDECnetとLAT (Local Area Transport) プロトコルと共に使われ、VAXや端末サーバ（RS-232C接続端末を複数台接続し、イーサネット経由でホストシステムに接続する機器）を接続するのに使用された。DECはUnibus用など様々なイーサネットアダプタやコントローラを生み出し、それが業界標準となった。CI "computer interconnect" は、今日では一般的な送信と受信を内部的に分離した初めてのネットワークインターフェイスコントローラーである。
- 複数のマシンを論理的にひとつとして扱うコンピュータ・クラスター技術はDECが開発した（正確には製品としてクラスタを発売して最初に商業的に成功したのがDECである）。VMSclusterは単に分散処理ができるだけではなく、ディスクや磁気テープ装置なども共有できるようになっていた。
- LA36とLA120ドットマトリックスプリンタは業界標準になり、テレタイプ端末の終焉をもたらしている。
- VT100端末が業界標準になり、今日のPuTTY、Xtermなどの端末エミュレータでも、VT100をエミュレートできる（これら端末エミュレータのほとんどは、後継機種で上位互換のあるVT220をエミュレートする）。
- X Window Systemはマサチューセッツ工科大学 (MIT) のProject Athenaとコンピュータ科学研究所が共同開発したが、DECはこのプロジェクトのメインスポンサーだった。
- RSX-11M、RSX-11M+、VMSといったOS開発を手がけたデヴィッド・カトラーは1988年にDECを去り、マイクロソフトで Windows NT の開発を指揮。そのため、Windows NTの内部構造は VMS に似ている部分が多い。VMSを同様の思想のもとに設計しなおしたのが Windows NT カーネルといえる。この命名には諸説あるが、VMSから進化させたことを受けて、"VMS" の英字を1文字ずつ進めて "WNT"、つまりWindows NTとなったと言われている。カトラーはこの噂を否定も肯定もしていない。
- Notes-11 とその後継プロジェクト VAXnotes はグループウェアの初期の研究である。Notes-11開発者の一人 Len Kawell は後にロータスに転職し、Lotus Notes開発に関わった。
- DECは早くからインターネット関連事業を展開しており、1985年に dec.com というドメインを登録している[70]。World Wide Web が一般化する以前にはDECのソフトウェアリポジトリ gatekeeper.dec.com もよく知られていた。また、1993年10月1日には公式ウェブサイトを開設している[71]。Google以前にインターネット上を席巻していた検索エンジンAltavistaのスポンサーでもあった。
- 磁気テープ Digital Linear Tape (DLT) の発明は、冷蔵庫ほどの大きさのオープンリールテープ装置を小型化して 5.25" スロットに収まるようにしたのが始まりで、それが800ギガバイトを超える容量のテープ装置にまで発展した。
- DECのDIGITAL HiNote Ultraシリーズは、当時としては考えられない程スリム（薄型）なノートパソコンだった。その優れたデザインや設計思想は、コンパック及びヒューレット・パッカードの製品に引き継がれている。
- 世界初のハードディスク内蔵型MP3プレイヤー Personal Jukebox はコンパックへの吸収合併の約1ヵ月前に DEC Systems Research Center で開始された。
- コンパックのiPAQのベースとなったのはDECで研究開発されていたItsy Pocket Computerである。

## ユーザー団体
DECのユーザーグループとしては、1960年代から1990年代まで DECUS (Digital Equipment Computer User Society) と呼ばれた団体がある。1998年にコンパックに買収されると、DECUSは CUO (Compaq Users' Organisation) と改称。2002年にコンパックがHPに買収されると HP-Interex となったが、いくつかの国ではDECUSがそのまま存続している。アメリカではEncompassがそれに相当する。